# Сярска архиепархия (Римокатолическа църква)
 Тази статия е за римокатолическата епархия.  За историческата и православната вижте Сярска и Нигритска епархия.  
Сярската архиепархия (на латински: Archidioecesis Serrensis) е титулярна архиепископия на Римокатолическата църква с номинално седалище в македонския град Сяр (Серес), Гърция. Като титулярна архиепископия е установена в 1925 година с латинското име Sirrhæ. В 1933 година името е установено на Serrae и Serrensis.
Епископи
| Име    | Име    | Години          |
| ------ | ------ | --------------- |
| Арнолф | Arnolf | 23 май 1212 – ? |

Титулярни архиепископи
| Име                  | Име                   | Управление                         | Забележка                              | Години                              |
| -------------------- | --------------------- | ---------------------------------- | -------------------------------------- | ----------------------------------- |
| Хуан Баутиста Кастро | Juan Bautista Castro  | 30 декември 1903 – 31 май 1904     | в архиепископ на Каракас               | 19 октомври 1846 – 7 август 1915    |
| Фредиано Джанини     | Frediano Giannini     | 20 януари 1905 – 25 октомври 1939  |                                        | 16 юни 1861 – 25 октомври 1939      |
| Йосиф Слипий         | Josyf Slipyj          | 25 ноември 1939 – 1 ноември 1944   | в архиепископ на Лвов                  | 17 февруари 1892 – 7 септември 1984 |
| Умберто Малкиоди     | Umberto Malchiodi     | 18 февруари 1946 – 30 юни 1961     | в архиепископ на Пиаченца, лична титла | 9 ноември 1889 – 11 ноември 1974    |
| Луи-Жозеф Кекофс     | Louis-Joseph Kerkhofs | 7 декември 1961 – 31 декември 1962 |                                        | 15 февруари 1878 – 31 декември 1962 |
| Анджело Пайно        | Angelo Paino          | 7 март 1963 – 29 юли 1967          |                                        | 21 юни 1870 – 29 юли 1967           |